# (4975) Dohmoto
(4975) Dohmoto est un astéroïde de la ceinture principale.

## Description
(4975) Dohmoto est un astéroïde de la ceinture principale. Il fut découvert le 16 septembre 1990 à Kitami par Tetsuya Fujii et Kazuro Watanabe. Il présente une orbite caractérisée par un demi-grand axe de 3,08 UA, une excentricité de 0,23 et une inclinaison de 15,0° par rapport à l'écliptique.

## Compléments